# Gouvernement Taurida
Het gouvernement Taurida (Russisch: Таврическая губернія, Tavritsjeskaja goebernija, Oekraïens: Таврійська губернія, Tavrijska hoebernija, Krim-Tataars: Tavrida guberniyası) was een gouvernement (goebernija), van het keizerrijk Rusland. Het gebied omvatte het Krimschiereiland en de steppen die direct ten noorden van het schiereiland  liggen tot de Dnjepr.Het gebied grensde aan de boorden van de Zwarte Zee en de Zee van Azov en aan de gouvernementen Jekaterinoslav en Cherson. Het gouvernement bestond van 1802 tot 1921 en het ontstond uit het gouvernement Novorossiejsk en het ging op in de volksrepubliek Krim en het gouvernement Jekaterinoslav. De hoofdstad was Simferopol. Het gouvernement werd genoemd naar de Griekse benaming van de Krim, het Taurisch schiereiland

## Geschiedenis
In 1783 werd het Kanaat van de Krim door Catharina II van Rusland veroverd. Het werd een deel van Nieuw-Rusland en het gebied werd oblast Taurida genoemd. Taurida was de antieke Griekse benaming voor het Krimschiereiland. In 1796 schafte tsaar Paul I van Rusland de oblast af waarna het gebied onderdeel werd van het gouvernement Novorossiejsk. In 1802 richtte  Alexander I van Rusland bij de administratieve hervormingen van dat jaar het gouvernement Taurida op, waardoor het vroegere zuidwestelijke deel van het kanaat van de Krim weer een aparte eenheid binnen het Russische Rijk werd. Na de Oktoberrevolutie werd het grootste deel van het gebied van het gouvernement Taurida op 13 december 1917 vervangen door de volksrepubliek Krim terwijl een klein deel opging in het gouvernement Jekaterinoslav.